# Mindru Katz
Mindru Katz (født 3. juni 1925 i Bukarest, død 30. januar 1978) var en rumænsk-israelsk pianist.
Han blev opdaget som et vidunderbarn af George Enescu og undervist af Florica Musicescu. Han dimitterede fra Universitatea Naţională de Muzică Bucureşti i 1947, i hvilket år han også fik sin debut med Filarmonica „George Enescu” din Bucureşti. Han havde en international karriere, besøgte 40 lande og spillede under dirigenter så som Sir John Barbirolli, Sir Adrian Boult, Sergiu Celibidache, Sergiu Comissiona, Antal Doráti, Josef Krips, Lorin Maazel, Harold Byrns, Yuval Zaliouk og Alfred Wallenstein. 
Han migrerede til Israel i 1959. Han blev del af medarbejderstaben på Rubin Musikakademi i Tel Aviv, og blev professor i klaver i 1972. Hans mest fremtrædende elever er Mordecai Shehori og Angela Borochov.
Han var jurymedlem ved den første Arthur Rubinstein International Piano Competition i Tel Aviv i 1974 (vundet af Emanuel Ax), sammen med Arthur Rubinstein selv, Arturo Benedetti Michelangeli, Eugene Istomin og andre. 
Mindru Katz døde på scenen under en prøve i Istanbul, Tyrkiet, mens han spillede Beethovens klaversonate nr. 17 i D-mol, Tempest. Han var kun 52 år gammel.
Han var især anerkendt for sine indspillede fortolkninger af J.S. Bach, Beethoven, Khachaturians og Prokofjev koncerter samt violinsonater af Brahms og Franck (med Henryk Szeryng; denne var den eneste indspilning Szeryng nogensinde lavede af Franck-sonaten). Han indspillede også musik af Chopin, Debussy, Enescu, Fauré, Haydn, Liszt, Mozart, Ravel, Sjostakovich og Tchajkovskij. Hans indspilninger fik gennemgående høj anseelse af kritikerne, og hans spil blev ofte sammenlignet med Vladimir Horowitz'.